# Львовский мотозавод
Львовский мотозавод (укр. Львівський мотозавод, ЛМЗ) — советский и украинский завод, осуществлявший свою деятельность в 1919—1997 годах. Располагался в Железнодорожном районе Львова. Наиболее известная продукция — мопеды и велосипеды.

## История
Инструментальное предприятие под названием Завод «Металл» (польск. Lwowski zakład Metal) было создано в 1919 году. Первой продукцией завода в 1920-х годах были пилорамы, мелкие метизные изделия, трубы, подковы и прочие товары местного спроса. Неизвестно, когда завод впервые подключился к выпуску транспортных средств, но известно, что в 1939 году здесь уже выпускали по 12 возов в день. Телеги и метизы оставались основной продукцией предприятия вплоть до 1951 года, когда завод освоил производство сельхозмашин — веялок и транспортёров.
В 1958 году в целях развития автомобильной промышленности во Львовской области на завод передали производство автоприцепов и автолавок.
В 1960 году завод был перепрофилирован для выпуска велосипедов и лёгкой мототехники и переименован во «Львовский велосипедный завод» — ЛВЗ. 

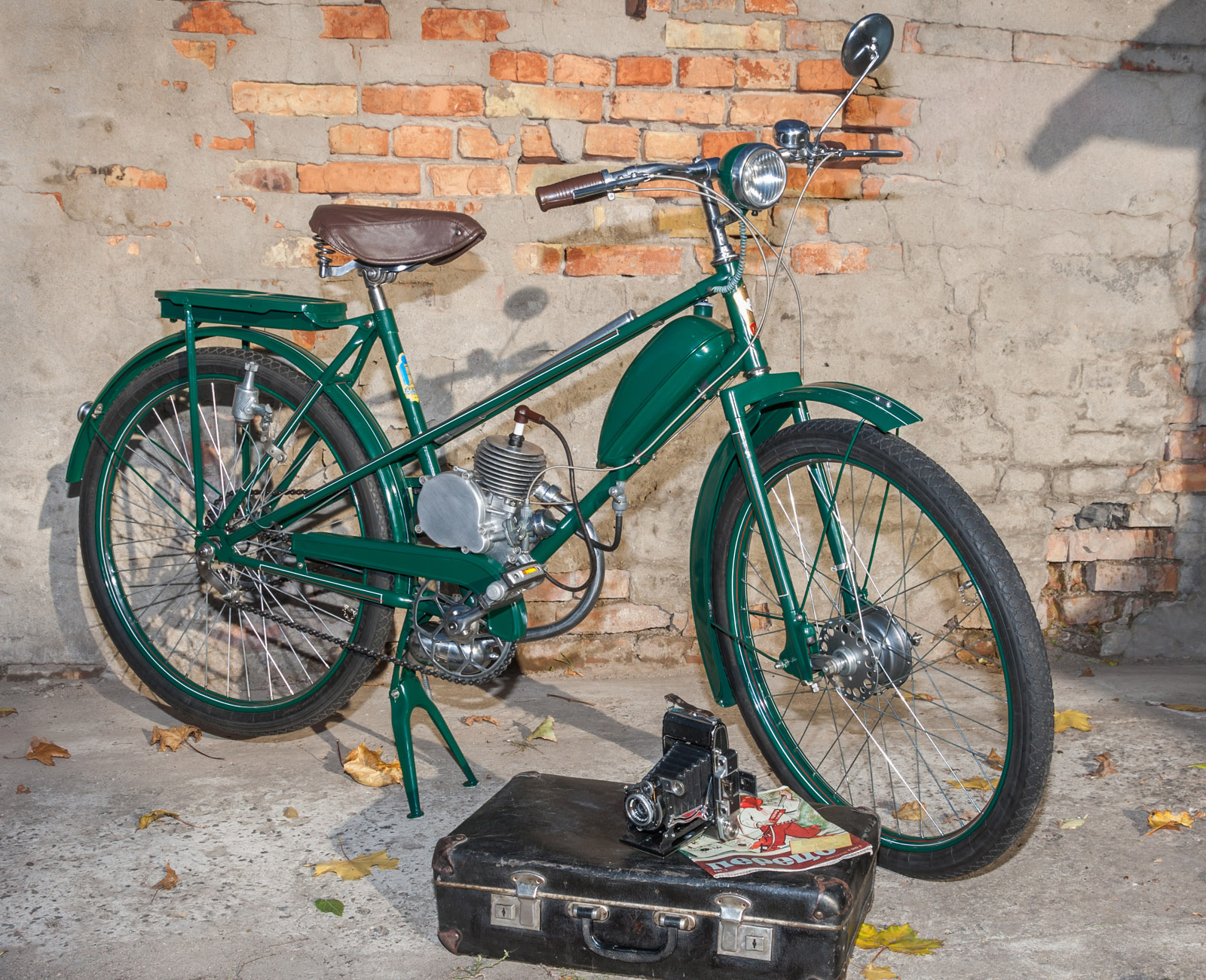
Первый мотовелосипед Львовского велозавода В-902 с двигателем Д-4 объемом 45 куб. см., серийный выпуск начат в 1958 году

На базе оборудования, переданного с Харьковского велосипедного завода, в 1958 году завод начал выпуск  мотовелосипеда В-902 со вспомогательным двухтактным двигателем Д-4 (45 куб. см, 1 л.с.) производства ленинградского завода «Красный Октябрь» и специально разработанной короткорычажной передней вилкой. Коробка передач отсутствовала.
В процессе поиска новых решений были созданы прототипы «Белка» и «Днестр», которые не оправдали возлагавшихся на них надежд и они не были внедрены в серийное производство. В 1961 году предприятие стало называться «Львовский завод мотовелосипедов» (ЛЗМ).
Следующей моделью, разработанной в конце 1962 года и пошедшей в серийное производство в 1963 году, стал мотовелосипед МВ-042 «Львовянка» (укр. Львів’янка), целиком созданный инженерами завода. Для того времени машина была вполне современной. Специальная несущая рама из штампованных профилей, глубокие крылья, телескопическая передняя вилка и маятниковая задняя подвеска (в раннем варианте — на центральной пружине). Двигатель, консольно подвешенный под рамой, оставался прежним. Хотя МВ-042 назывался мотовелосипедом, но по мягким подвескам колёс и развитой капотировке его вполне можно отнести к мопедам.
В 1968 году на предприятии был открыт музей истории завода.

## Производство двухскоростных мопедов

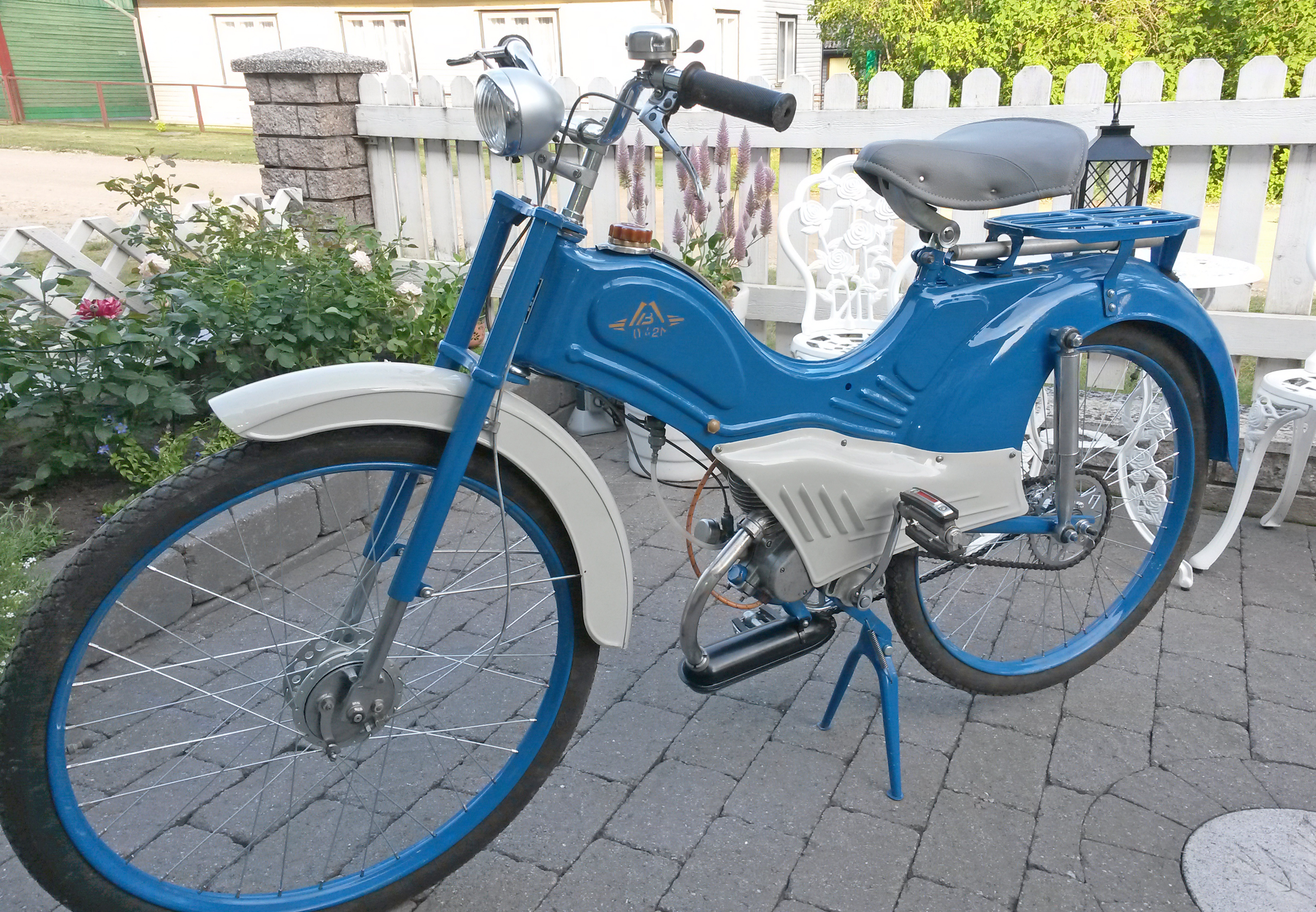
Mотовелосипед МВ-042М "Львів'янка"

Следующей моделью стал мотовелосипед МВ-044. Общая концепция и силовой агрегат не изменились, а вот дизайн машины был полностью переделан. На смену мягкой обтекаемой внешности пришли жесткие «рубленые» формы «индустриального» стиля. На базе этой машины был разработан первый мопед завода, получивший индекс МВ-043, сделанный в том же стиле и отличавшийся двигателем Ш-51К (49,8 куб. см, 2 л.с.) в блоке с двухступенчатой коробкой передач с ручным переключением. Этот силовой агрегат (копию чехословацкого мотора JAWA-Stadion-S22) начал выпускать Шяуляйский велосипедно-моторный заводский завод «Вайрас» (Vairas), остававшийся партнёром завода во Львове всё время его существования.
Во второй половине 1960-х годов началась подготовка к серийному производству нового мопеда «Верховина». «Рубленый» дизайн снова сменился на «округлый». Тогда сформировался облик мопедов «Верховина», который с небольшими изменениями сохранялся до конца производства. В главном концепция машины уже не менялась: телескопическая передняя вилка, маятниковая задняя подвеска, 50-кубовый двухтактный двухскоростной двигатель со вспомогательным педальным приводом.
В период 1969-70 годов, предприятие получило новое название - «Львовский мотозавод». В 1968 году завод освоил производство мопедов МП-045 и МП-046.
В 1970 году в серию пошли мопеды МП-047 "Тисса" и МП-048 «Верховина-3», в 1973 году - ЛМЗ-2-152 «Верховина-4». Обе модели имели наклонный бензобак, на следующей версии — ЛМЗ-2.153 «Верховина-5» — бак был расположен горизонтально, что делало её похожей на лёгкий мотоцикл.
В начале 1970-х клиноременный вариатор был испытан в Серпуховском ВНИИмотопрома на мопедах «Селена», а к 1974 году подготовили опытные образцы ЛМЗ-2154 под названием «Автоматик» на Львовском мотозаводе. Он был создан на основе выпускаемого в то время мопеда «Верховина-4» и снабжен двигателем ВКР-53, имеющим те же параметры, что и двигатель «Верховины». Ходовая часть осталась без изменения. Это уже не были «проекты» — несколько сотен машин поступило в продажу, правда только во Львове,Львовской и соседней Волынской области. Ожидалось, что в 1975 году производство «Автоматика» будет увеличено. Ненадёжная трансмиссия (в Советском Союзе просто не выпускали качественных приводных ремней!) помешала освоению крупносерийного производства.
В начале 9-й пятилетки на заводе произвели объединение цехов (сначала объединили 1-й заготовительный цех и рамко-прессовый цех, затем - 2-й сборочный цех и деревообрабатывающий цех), ввели в эксплуатацию конвейер, соединивший 1-й сборочный цех и склад готовой продукции, установили в производственных цехах кран-балки и монорельсы для перемещения тяжёлых и громоздких грузов. В это же время на заводе в металлообрабатывающих цехах была введена в эксплуатацию твердосплавная оснастка, началось использование алмазного инструмента и были внедрены новые прогрессивные технологии (подводная шлифовка деталей в гальваническом цехе, цинкование в барабанах на автоматической линии, алмазная заточка резцов и др.).
Свой двухмиллионный мопед завод собрал в 1978 году.
В начале 1980-х выпуск продукции достиг своего максимума — до 300 тысяч машин в год.
В дальнейшем, с начала 1980-х годов было отмечено снижение спроса на выпускаемые заводом мопеды.

## Производство мокиков
С апреля 1981 года начался выпуск «Верховины-7», оснащённой мотором Ш-62 без вспомогательного педального привода. Этот мокик заменил в производстве архаичную «Верховину-6» с педалями (хотя обе модели какое-то время выпускались параллельно — до исчерпания запасов двигателя Ш-57 с педальным пуском, а также с двигателем Ш-58 с кикстартером).
Львовский мотозавод, как и Рижский, финансировались по остаточному принципу, что крайне затрудняло освоение новых моделей. Кроме того, двигатели завода «Вайрас» отличались очень низким качеством.
В апреле 1982 года началось производство нового мокика «Карпаты» с мотором S-62, в 1983 году S-62M, с 1984 года V-50 (развитие серии «Ш»). Также, в 1983 году на ВДНХ СССР завод представил детский складной велосипед «Зайка-3-Люкс».
В 1985 году завод начал обновление мокика Карпаты, в результате которой в 1986 году был создан мокик ЛМЗ-2.161 «Карпаты-2», а затем — его модификация ЛМЗ-2.161С «Карпаты-2-Спорт» Устанавливались двигателями V-50, и с 1988 года V-501. Основные отличия от Карпаты до 1985 года, был бак (без резинок), новые пластмассовые крышки на раме увеличенного размера без надписи «50», новый фонарь прямоугольный, в таком виде он выпускался до 1989 года.
С 1989 по 1997 год, изменения появились в виде пластмассовой фары (большая до 1991 года, маленькая с 1992 по 1997 год) Также с 1992 года рама, крылья, диски красились в один цвет, (красный, оранжевый, голубой, зелёный) Хромированные диски и крылья ставились до 1990 года. С 1991 по 1997 год устанавливались двигатели V-50M, V-501M.
В 1988 году Львовский мотозавод выпустил 123 тысячи мопедов, в 1989 году их число возросло до 139 тысяч штук.
В 1990 году завод произвёл продукции на сумму свыше 60 млн рублей, выпустив 132 934 мопедов.
К началу 1991 года завод являлся основным поставщиком мокиков, подростковых и детских велосипедов на рынок СССР. К этому времени завод завершил разработку детских велосипедов «Зайка-4» и «Зайка-4-Люкс» (предназначенных для замены находившихся в производстве моделей «Зайка-3» и «Зайка-3-Люкс»), практически завершил работы по мокику «Львов» с двигателем В501М, а также работал над созданием мокика «Скутер», велосипеда «Ватра» (разработанного на замену велосипеда «Тиса-2», его производство планировалось начать в 1992 году), велосипеда «Зайка-5» (выпуск которого планировалось начать с 1993 года), детского велосипеда «Беркут» и велосипеда для девочек «Мальва».
За первое полугодие 1991 года ЛМЗ собрал всего 63 тысячи мопедов. В дальнейшем объёмы производства завода только снижались.

## Завершение производства
В 1990-е годы уже в независимой Украине делались попытки освоить новый мокик «Львів» (подготовленная ещё в советское время модель, фактически — та же «карпатовская» ходовая часть с изменениями чисто внешнего характера), вместо шяуляйских моторов использовались польские двигатели Dezamet, по характеристикам аналогичные шяуляйским, но гораздо надёжнее их.
Закрытие границ, вследствие распада СССР, переход в отношениях между производителями и поставщиками на валюту, а также комплекс других причин подорвали потенциал предприятия и привели к его полному закрытию в 1997 или 1998 году. Оборудование Львовского мотозавода было демонтировано и вывезено.
В июле 1998 года завод был включён в перечень предприятий, имеющих стратегическое значение для экономики и безопасности Украины. В сентябре 1998 года правительство Украины утвердило программу государственной поддержки комплексного развития города Львова, которая предусматривала выделение 2,84 млн. гривен (в том числе, 570 тыс. гривен из средств государственного бюджета Украины) на развитие производства на Львовском мотозаводе конкурентоспособной мотовелотехники, но результаты программы оказались неуспешны и в 2000 году Львовский мотозавод был исключён из перечня предприятий, имеющих стратегическое значение для экономики и безопасности Украины.
Бывшие заводские корпуса арендуются сторонними фирмами, далёкими от мотопроизводства. Так, в 1-м корпусе располагается мебельный салон, 2-й корпус занимает автосалон, а в бывшей заводской проходной — магазин бытовой техники.
8 ноября 2006 в бывшем цеху мотозавода был открыт спортивный комплекс "Iнтер-спорт".
10 июля 2008 года общежития завода были переданы в коммунальную собственность города Львова.